# Fritz Waage
Fritz Waage (* 21. Mai 1898 in Ilok, Slawonien; † 13. Mai 1968 in Wien) war ein österreichischer Architekt.

## Leben
Fritz Waage wurde als Sohn eines Gutsverwalters in Slawonien geboren. Er besuchte in Wien das Gymnasium und leistete im Ersten Weltkrieg seinen Kriegsdienst ab, bei dem er verwundet wurde. Nach dem Krieg begann er ein Architekturstudium an der Technischen Hochschule bei Leopold Simony und anderen. Von 1920 bis 1921 war er Hospitant in der Architekturklasse von Josef Hoffmann an der Kunstgewerbeschule in Wien.
Von 1923 bis 1928 arbeitete Waage im Büro von Hubert Gessner, wo er aber keine Möglichkeit zur Entfaltung fand. Lediglich beim Bau des Lassalle-Hofes hatte er als Bauleiter etwas mehr Einfluss. 1928 machte sich Waage mit seinem Studienkollegen Eugen Kastner selbständig. Die beiden erregten mit dem Bau des Umspannwerkes Favoriten auch gleich allgemeine Anerkennung in der Fachwelt. Es folgten eine Reihe von weiteren Industriebauten, aber auch Wohnhäuser und Inneneinrichtungen. Welchen Anteil an den Bauten Kastner und welchen Waage hatten, ist heute meist nicht mehr zu eruieren. Fritz Waage gilt jedoch als der Theoretiker der beiden und auch als derjenige, der gesellschaftliche Kontakte hatte und Aufträge hereinbrachte.
Fritz Waage trat am 1. April 1932 der NSDAP bei (Mitgliedsnummer 902.589), er schloss sich aber 1935 bis 1938 der Vaterländischen Front bei, um das gemeinsame Architekturbüro mit Kastner nicht zu gefährden. Nach dem Anschluss Österreichs an das Deutsche Reich war seine politische Gesinnung natürlich der Auftragslage nicht hinderlich, obwohl die Architekten gerade im Bereich des Industriebaus ohnehin anerkannte Fachleute waren. Dennoch waren beide zwischenzeitlich auch immer wieder im Kriegsdienst eingerückt.
Nach 1945 erhielt Waage aufgrund seiner politischen Einstellung mehrere Jahre Berufsverbot. In dieser Zeit beschäftigte er sich mit diversen technischen Erfindungen und erfand eine Sicherheitsbindung für Skier. Da sein bisheriger Partner Kastner 1945 gefallen war, begann er Ende der 1940er Jahre eine Ateliergemeinschaft mit dem Architekten Wolfgang Kroupa. Durch den erhöhten Baubedarf in der Nachkriegszeit waren beide mit Aufträgen gut ausgelastet und wurden auch von der Gemeinde Wien mit Wohnbauprojekten beauftragt. Fritz Waage war bis ins hohe Alter als Architekt tätig.
Fritz Waages Bauten waren von einer funktionalistischen Nüchternheit geprägt. Technischen Neuerungen gegenüber war er stets aufgeschlossen. Er zählt zu den bedeutendsten Architekten Wiens zu seiner Zeit.

## Werke

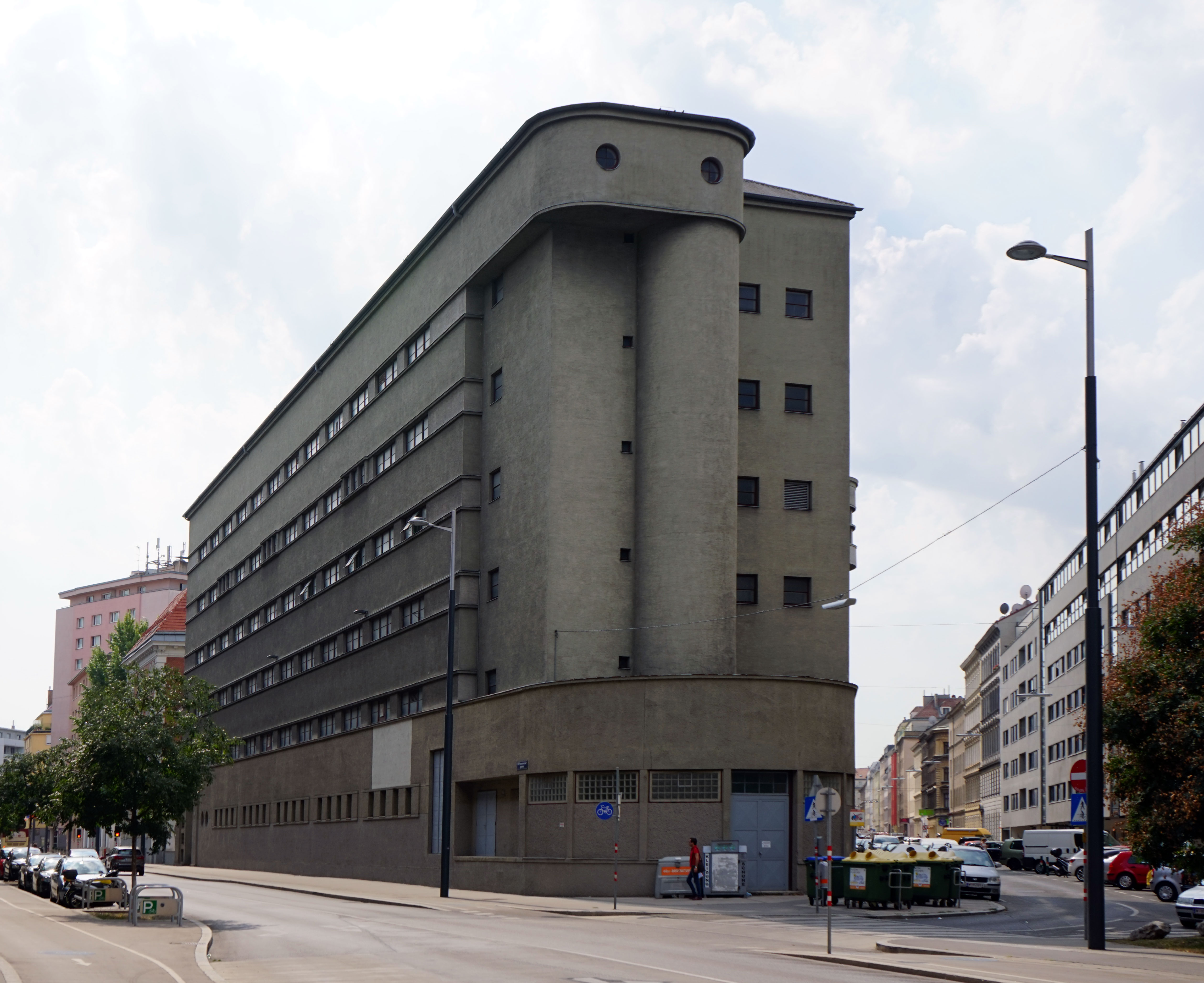
Umspannwerk Favoriten (1928–1930) von Fritz Waage und Eugen Kastner

- Umspannwerk Favoriten (1928–1930) von Fritz Waage und Eugen KastnerWohnhausanlage Lassalle-Hof, Wien 2 (1925–1926) als Mitarbeiter von Hubert Gessner
- Pumpwerk Achenkirch, Tirol (1928–1929)
- Umspannwerk Favoriten (1928–1930)
- Kraftwerk der TIWAG in Großdornau bei Mayrhofen, Tirol (1929)
- Umspannwerk Weißgerber (1929–1930)
- Dorotheum Floridsdorf (1931–1932)
- Dorotheum Währing (1935)
- Sektbar Mounier, Kärntner Straße 28, Wien 1 (um 1935)
- Wohnhäuser, Operngasse 30–34, Wien 4 (1936–1937)
- Lokomotivfabrik LOFAG, Wien 21 (1938–1945)
- Wertheimwerke, Wienerbergstraße 21–25, Wien 10 (1939–1943)
- Flugzeugmotorenwerke Elektron, Vösendorf (1941–1942)
- Krafthaus der Semperit AG, Traiskirchen (1942)
- Brauerei Michalovce, Slowakei (1944)
- Wohnhausanlage Freihof, Kagran (1948)
- Bürohaus der Bundesländerversicherung, Linz (1949)
- Irene-Harand-Hof, Wien 1 (1951–1952)[3]
- Großservicestation Steyr-Fiat, Wien 3 (1951–1953)
- Wohnhausanlage Pötzleinsdorferstraße 98, Wien 18 (1956–1958)
- Taschenfabrik Schneider, Perfektastraße 87, Wien 23 (um 1960)
- Wohnhausanlage Julius Raab, Tivoligasse 63–71, Wien 12 (um 1960)
- Restaurant Walfisch, Prater (um 1960)
- Fahrzeugreparaturwerkstätte der Wiener Verkehrsbetriebe (1967–1968)
- Geschäftshaus Kleiderbauer, Favoritenstraße 91, Wien 10 (um 1968)
- Wochenendhaus für Otto und Maria Waage, Seestraße 42 Lunz am See Niederösterreich (1933 Pultdach)